# 华中瘤足蕨
华中瘤足蕨（学名：Plagiogyria euphlebia）也称大瘤足蕨、全叶瘤足蕨、桃叶瘤足蕨、武夷瘤足蕨、西南瘤足蕨，为瘤足蕨科瘤足蕨属下的一个种。